# Черногрудый воробей
Черногрудый воробей, или испанский воробей (лат. Passer hispaniolensis), — вид птиц семейства воробьиных.
Черногрудый воробей стал самостоятельным видом ок. 830 тыс. л. н. Ок. 10 тыс. л. н. он стал скрещиваться с домовым воробьём (Passer domesticus), в результате чего возник итальянский воробей (Passer italiae).

## Внешний вид

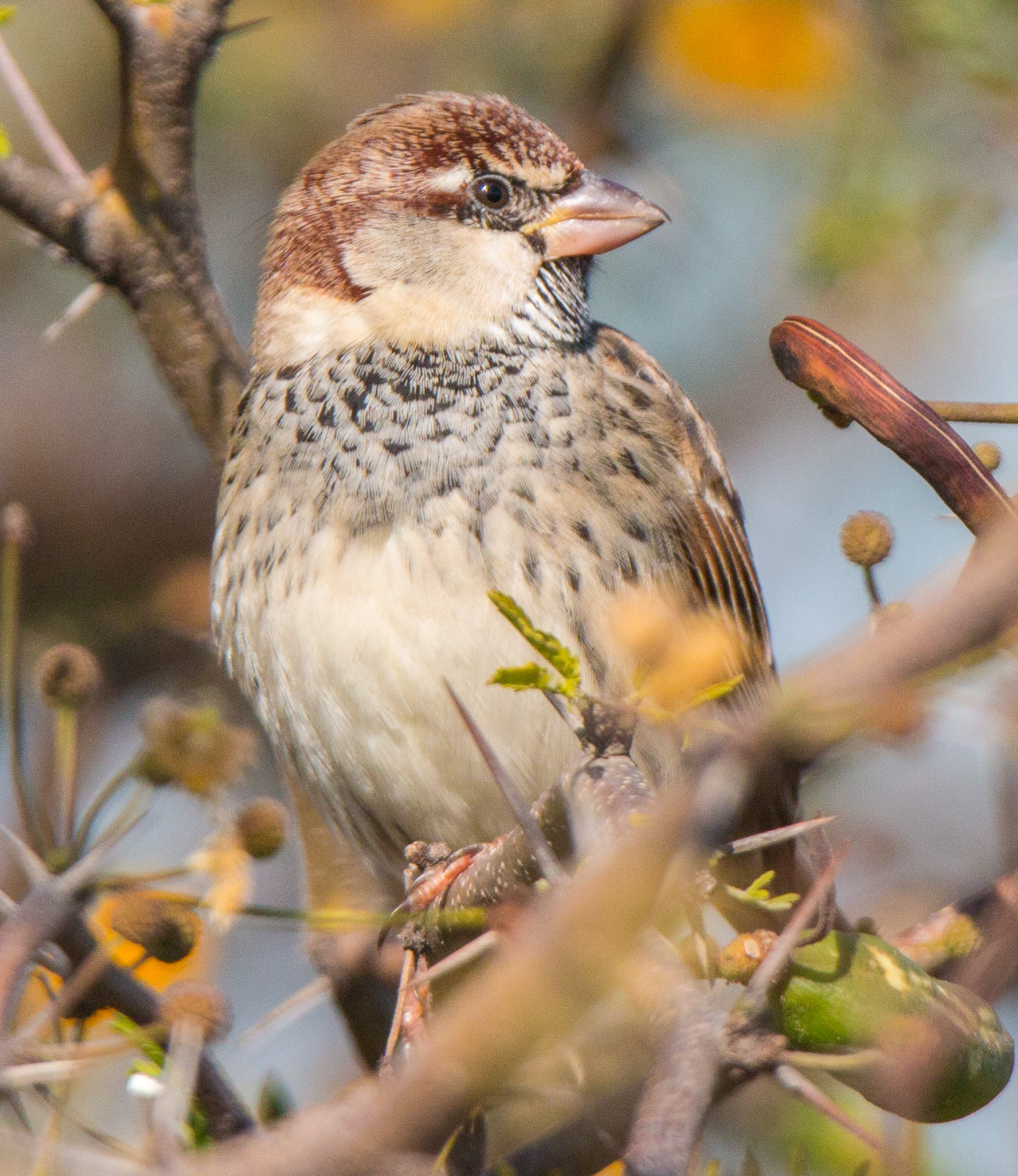
Самец после осенней линьки

Мелкая птица с плотным телосложением Несколько крупнее домового воробья и имеет более толстый клюв. Длина тела составляет 15—16 см, а масса — 22—38 г. Хорошо выражен половой диморфизм. Самцы в брачном наряде имеют тёмно-каштановые верх и бока головы, чёрные уздечку, немного заходящую за тёмно-карий глаз, клюв, горло и верхнюю часть груди. От ноздри выше уздечки проходит белая полоса, которая прерывается над глазом и немного заходит за него. Щёки и кроющие перья уха белые. Спина коричневато-рыжая, покрыта широкими продольными чёрными полосами. Надхвостье буровато-серое, покрыто множеством чёрных пестрин. Тело снизу белое или несколько сероватое. Маховые и кроющие перья крыла тёмно-коричневые с контрастной охристой каёмкой. Средние кроющие второстепенных маховых перьев имеют широкие светлые концы, которые на сгибе крыла сливаются в белую полоску. Рулевые перья коричневато-бурые с охристыми краями. После осенней линьки самцы приобретают более светлую и охристую окраску, пестрины на груди и боках становятся меньше и выглядят более округлыми, а вместо сплошного чёрного пятна на груди остаются отдельные пестрины. Клюв становится бурым с жёлтым основанием.
Окраска самки в течение года заметно не изменяется. Верх головы буровато-охристый. Горло беловатое. От глаза к зашейку тянется широкая светло-охристая бровь. Окраска верха тела, крыльев и хвоста напоминает самца, но выглядит более тусклой и не содержит чёрного и каштанового цветов, а полоса на крыле не белая, а светло-охристая. Низ тела беловатый с охристым оттенком, а на боках груди имеются темноватые пестрины. Клюв бурого цвета с жёлтым основанием. Окраска молодых птиц напоминает окраску самок, но отличаются ещё более тусклым оперением, в котором полностью отсутствует чёрный цвет. Клюв у них светлее, имеет жёлтые края и уголки рта.

## Распространение
Населяет южную Европу и Закавказье, северную Африку, Канарские острова, Ближний Восток, и Среднюю Азию. В пределах России встречается в Дагестане.

## Образ жизни

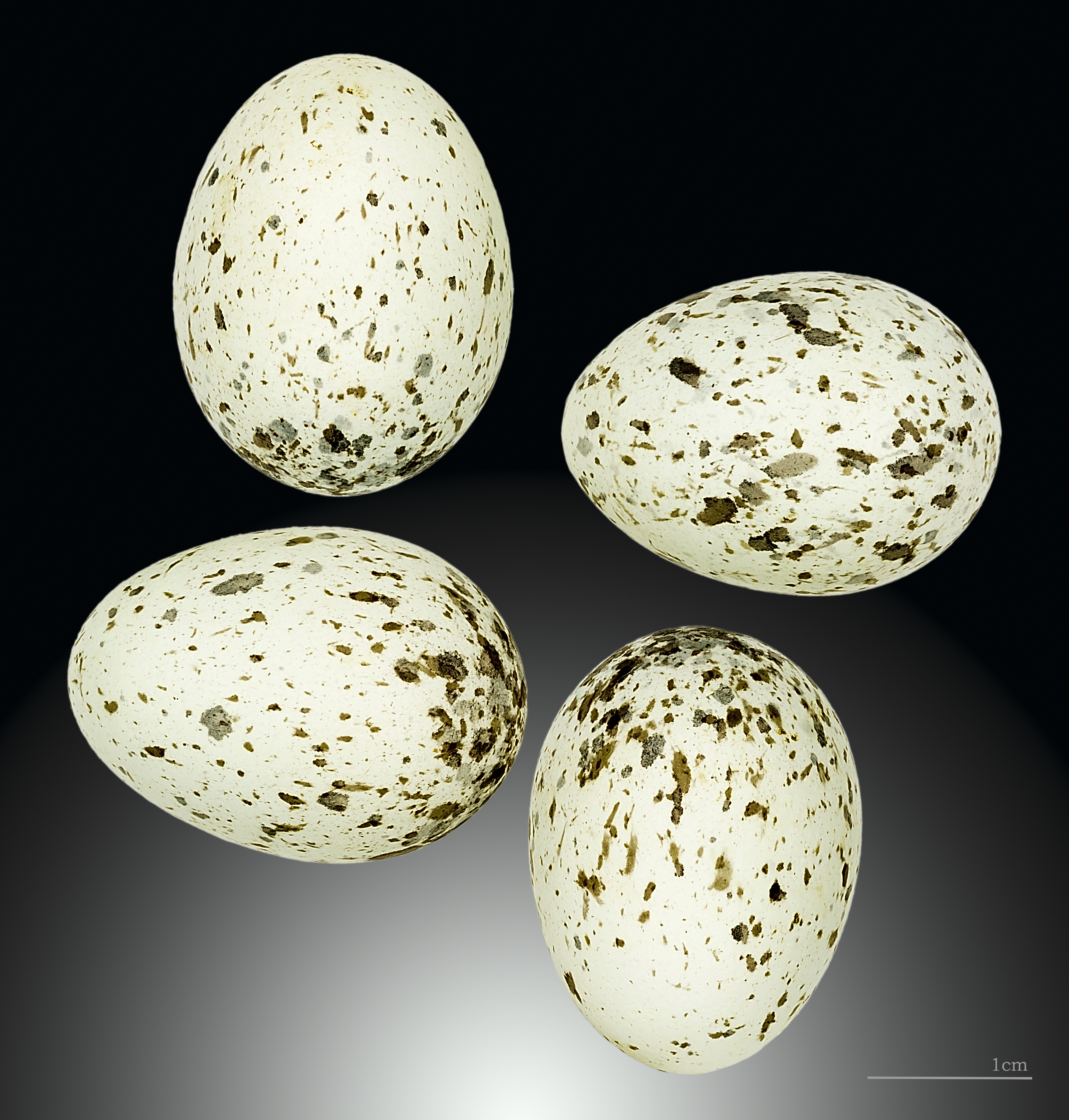
Яйца черногрудого воробья

Населяет лесополосы, парки, нередко, подобно другим воробьям, живёт в населённых пунктах. Часто образует огромные стаи. Местами очень многочислен, особенно в Казахстане и Средней Азии, где наносит ощутимый вред посевам зерновых культур. Гнездится колониями в шарообразных гнёздах на ветвях деревьев. В кладке 3—8 яиц, сходных по окраске с яйцами домовых воробьёв. Насиживание длится 12 дней, выкармливание птенцов — около двух недель.

## Голос
Голос черногрудого воробья напоминает чириканье домового воробья, но несколько громче и обладает более высокой тональностью.

## Гибриды
В местах совместного обитания, особенно на севере Африки, встречаются гибриды домового и черногрудого воробьёв, промежуточные по окраске.

## Систематика
По данным Международного союза орнитологов, выделяется два подвида:
- Passer hispaniolensis hispaniolensis (Temminck, 1820)
- Passer hispaniolensis transcaspicus Tschusi, 1902